# Просеко
Просеко је насеље у Италији у округу Трст, региону Фурланија-Јулијска крајина. 
Према процени из 2011. у насељу је живело 1994 становника, махом словеначке националности (а држављана Италије). Насеље се налази на надморској висини од 250 м. 
Име је добило по словеначкој речи prosek, сродној српској речи истог значења -- пролаз кроз шумски терен. 
По њему је названо пенушаво вино просеко или у Истри и Словенији такође познато и као прошек.